# وامبل‌ها
وامبل‌ها (انگلیسی: The Wombles) یک مجموعهٔ تلویزیونی عروسکی استاپ‌موشن بریتانیایی بود که مابین سال‌های ۱۹۷۳ تا ۱۹۷۵ میلادی پخش شد. این مجموعه دربارهٔ موجودات پشمالوی دماغ‌درازی است که زیر زمین زندگی می‌کنند و زباله‌های انسان‌ها را بازیافت و جمع‌آوری می‌کنند. این مجموعه عروسکی بر پایه شخصیت‌های خلق شده به همین نام توسط توسط الیزابت بریسفرد ساخته شد.
این مجموعه در ایران با نام خانوادهٔ خرس‌ها دوبله و از تلویزیون ملی ایران پخش شد. در نسخهٔ دوبله‌شده، گویندهٔ تیتراژ آغازین و راوی داستان صادق ماهرو بود.